# پیا باجپای
پیا باجپای (به انگلیسی: Piaa Bajpai) (زاده ۲۲ دسامبر ۱۹۹۳) بازیگر، مدل هندی است.
از کارهای معروف او می‌توان به بازی در فیلم گوآ و گمشده اشاره کرد.